# Gran Premio de Austria de Motociclismo de 2019
El Gran Premio de Austria de Motociclismo de 2019 (oficialmente myWorld Motorrad Grand Prix von Österreich) fue la undécima prueba del Campeonato del Mundo de Motociclismo de 2019. Tuvo lugar en el fin de semana del 9 al 11 de agosto de 2019 en el Red Bull Ring, situado en la localidad de Spielberg en Estiria, Austria.
La carrera de MotoGP fue ganada por Andrea Dovizioso, seguido de Marc Márquez y Fabio Quartararo. Brad Binder fue el ganador de la prueba de Moto2, por delante de Álex Márquez y Jorge Navarro. La carrera de Moto3 fue ganada por Romano Fenati, Tony Arbolino fue segundo y John McPhee tercero. Mike Di Meglio ganó la carrera de MotoE, por delante de Xavier Siméon y Bradley Smith.

## Resultados

### Resultados MotoGP
| Pos.    | N.º | Piloto            | Constructor | Vueltas | Tiempo    | Parrilla | Puntos |
| ------- | --- | ----------------- | ----------- | ------- | --------- | -------- | ------ |
| 1       | 4   | Andrea Dovizioso  | Ducati      | 28      | 39:34.771 | 3        | 25     |
| 2       | 93  | Marc Márquez      | Honda       | 28      | +0.213    | 1        | 20     |
| 3       | 20  | Fabio Quartararo  | Yamaha      | 28      | +6.117    | 2        | 16     |
| 4       | 46  | Valentino Rossi   | Yamaha      | 28      | +7.719    | 10       | 13     |
| 5       | 12  | Maverick Viñales  | Yamaha      | 28      | +8.674    | 4        | 11     |
| 6       | 42  | Álex Rins         | Suzuki      | 28      | +8.695    | 7        | 10     |
| 7       | 63  | Francesco Bagnaia | Ducati      | 28      | +16.021   | 5        | 9      |
| 8       | 88  | Miguel Oliveira   | KTM         | 28      | +16.206   | 13       | 8      |
| 9       | 9   | Danilo Petrucci   | Ducati      | 28      | +17.350   | 12       | 7      |
| 10      | 21  | Franco Morbidelli | Yamaha      | 28      | +20.510   | 14       | 6      |
| 11      | 30  | Takaaki Nakagami  | Honda       | 28      | +22.273   | 6        | 5      |
| 12      | 5   | Johann Zarco      | KTM         | 28      | +25.503   | 16       | 4      |
| 13      | 6   | Stefan Bradl      | Honda       | 28      | +31.962   | 21       | 3      |
| 14      | 41  | Aleix Espargaró   | Aprilia     | 28      | +34.741   | 19       | 2      |
| 15      | 17  | Karel Abraham     | Ducati      | 28      | +48.109   | 17       | 1      |
| 16      | 29  | Andrea Iannone    | Aprilia     | 27      | +1 Vuelta | 18       |        |
| Ret     | 53  | Tito Rabat        | Ducati      | 20      | Caída     | 15       |        |
| Ret     | 43  | Jack Miller       | Ducati      | 7       | Caída     | 8        |        |
| Ret     | 55  | Hafizh Syahrin    | KTM         | 2       | Caída     | 20       |        |
| Ret     | 44  | Pol Espargaró     | KTM         | 1       | Retirado  | 11       |        |
| Ret     | 35  | Cal Crutchlow     | Honda       | 1       | Caída     | 9        |        |
| Fuente: |     |                   |             |         |           |          |        |

### Resultados Moto2
| Pos.    | N.º | Piloto                | Constructor | Vueltas | Tiempo    | Parrilla | Puntos |
| ------- | --- | --------------------- | ----------- | ------- | --------- | -------- | ------ |
| 1       | 41  | Brad Binder           | KTM         | 25      | 37:24.963 | 2        | 25     |
| 2       | 73  | Álex Márquez          | Kalex       | 25      | +0.330    | 11       | 20     |
| 3       | 9   | Jorge Navarro         | Speed Up    | 25      | +1.839    | 8        | 16     |
| 4       | 7   | Lorenzo Baldassarri   | Kalex       | 25      | +2.183    | 6        | 13     |
| 5       | 40  | Augusto Fernández     | Kalex       | 25      | +3.303    | 13       | 11     |
| 6       | 12  | Thomas Lüthi          | Kalex       | 25      | +4.645    | 5        | 10     |
| 7       | 88  | Jorge Martín          | KTM         | 25      | +5.200    | 12       | 9      |
| 8       | 27  | Iker Lecuona          | KTM         | 25      | +5.285    | 14       | 8      |
| 9       | 23  | Marcel Schrötter      | Kalex       | 25      | +6.973    | 16       | 7      |
| 10      | 54  | Mattia Pasini         | Kalex       | 25      | +9.428    | 15       | 6      |
| 11      | 5   | Andrea Locatelli      | Kalex       | 25      | +11.203   | 17       | 5      |
| 12      | 35  | Somkiat Chantra       | Kalex       | 25      | +12.252   | 3        | 4      |
| 13      | 11  | Nicolò Bulega         | Kalex       | 25      | +13.099   | 19       | 3      |
| 14      | 21  | Fabio Di Giannantonio | Speed Up    | 25      | +13.886   | 18       | 2      |
| 15      | 64  | Bo Bendsneyder        | NTS         | 25      | +18.684   | 23       | 1      |
| 16      | 62  | Stefano Manzi         | MV Agusta   | 25      | +20.714   | 21       |        |
| 17      | 77  | Dominique Aegerter    | MV Agusta   | 25      | +25.000   | 20       |        |
| 18      | 94  | Jonas Folger          | Kalex       | 25      | +25.226   | 22       |        |
| 19      | 96  | Jake Dixon            | KTM         | 25      | +28.471   | 27       |        |
| 20      | 4   | Steven Odendaal       | NTS         | 25      | +29.993   | 28       |        |
| 21      | 16  | Joe Roberts           | KTM         | 25      | +33.876   | 29       |        |
| 22      | 65  | Philipp Öttl          | KTM         | 25      | +34.746   | 26       |        |
| 23      | 72  | Marco Bezzecchi       | KTM         | 25      | +38.031   | 25       |        |
| 24      | 22  | Sam Lowes             | Kalex       | 25      | +44.263   | 24       |        |
| 25      | 19  | Teppei Nagoe          | Kalex       | 25      | +1:00.320 | 31       |        |
| 26      | 18  | Xavier Cardelús       | KTM         | 25      | +1:00.432 | 32       |        |
| 27      | 3   | Lukas Tulovic         | KTM         | 25      | +1:00.934 | 30       |        |
| Ret     | 33  | Enea Bastianini       | Kalex       | 20      | Caída     | 4        |        |
| Ret     | 10  | Luca Marini           | Kalex       | 20      | Caída     | 10       |        |
| Ret     | 87  | Remy Gardner          | Kalex       | 19      | Caída     | 9        |        |
| Ret     | 45  | Tetsuta Nagashima     | Kalex       | 7       | Retirado  | 1        |        |
| Ret     | 97  | Xavi Vierge           | Kalex       | 3       | Caída     | 7        |        |
| Fuente: |     |                       |             |         |           |          |        |

### Resultados Moto3
| Pos.        | N.º | Piloto              | Constructor | Vueltas | Tiempo    | Parrilla | Puntos |
| ----------- | --- | ------------------- | ----------- | ------- | --------- | -------- | ------ |
| 1           | 55  | Romano Fenati       | Honda       | 23      | 37:50.135 | 2        | 25     |
| 2           | 14  | Tony Arbolino       | Honda       | 23      | +1.097    | 4        | 20     |
| 3           | 17  | John McPhee         | Honda       | 23      | +1.105    | 1        | 16     |
| 4           | 13  | Celestino Vietti    | KTM         | 23      | +1.120    | 5        | 13     |
| 5           | 42  | Marcos Ramírez      | Honda       | 23      | +6.789    | 7        | 11     |
| 6           | 48  | Lorenzo Dalla Porta | Honda       | 23      | +7.559    | 8        | 10     |
| 7           | 76  | Makar Yurchenko     | KTM         | 23      | +17.880   | 11       | 9      |
| 8           | 84  | Jakub Kornfeil      | KTM         | 23      | +17.902   | 10       | 8      |
| 9           | 23  | Niccolò Antonelli   | Honda       | 23      | +17.936   | 12       | 7      |
| 10          | 44  | Arón Canet          | KTM         | 23      | +18.030   | 13       | 6      |
| 11          | 75  | Albert Arenas       | KTM         | 23      | +18.730   | 18       | 5      |
| 12          | 79  | Ai Ogura            | Honda       | 23      | +23.800   | 23       | 4      |
| 13          | 71  | Ayumu Sasaki        | Honda       | 23      | +23.884   | 20       | 3      |
| 14          | 7   | Dennis Foggia       | KTM         | 23      | +24.240   | 16       | 2      |
| 15          | 40  | Darryn Binder       | KTM         | 23      | +24.955   | 30       | 1      |
| 16          | 21  | Alonso López        | Honda       | 23      | +25.595   | 31       |        |
| 17          | 53  | Deniz Öncü          | KTM         | 23      | +28.156   | 26       |        |
| 18          | 27  | Kaito Toba          | Honda       | 23      | +40.414   | 3        |        |
| 19          | 12  | Filip Salač         | KTM         | 23      | +40.668   | 17       |        |
| 20          | 73  | Maximilian Kofler   | KTM         | 23      | +41.032   | 24       |        |
| 21          | 52  | Jeremy Alcoba       | Honda       | 23      | +43.327   | 21       |        |
| 22          | 82  | Stefano Nepa        | KTM         | 23      | +48.553   | 15       |        |
| 23          | 54  | Riccardo Rossi      | Honda       | 23      | +53.478   | 28       |        |
| 24          | 22  | Kazuki Masaki       | KTM         | 23      | +1:16.731 | 19       |        |
| 25          | 69  | Tom Booth-Amos      | KTM         | 23      | +1:20.178 | 27       |        |
| 26          | 16  | Andrea Migno        | KTM         | 23      | +1:24.566 | 29       |        |
| 27          | 11  | Sergio García       | Honda       | 22      | +1 vuelta | 22       |        |
| Ret         | 5   | Jaume Masiá         | KTM         | 21      | Caída     | 6        |        |
| Ret         | 61  | Can Öncü            | KTM         | 11      | Caída     | 25       |        |
| Ret         | 25  | Raúl Fernández      | KTM         | 8       | Caída     | 9        |        |
| Ret         | 24  | Tatsuki Suzuki      | Honda       | 4       | Caída     | 14       |        |
| 1. 2. 3. 4. |     |                     |             |         |           |          |        |
| Fuente:     |     |                     |             |         |           |          |        |

### Resultados MotoE
| Pos.    | N.º | Piloto           | Constructor | Vueltas | Tiempo    | Parrilla | Puntos |
| ------- | --- | ---------------- | ----------- | ------- | --------- | -------- | ------ |
| 1       | 63  | Mike Di Meglio   | Energica    | 5       | 8:41.799  | 1        | 25     |
| 2       | 10  | Xavier Siméon    | Energica    | 5       | +2.238    | 2        | 20     |
| 3       | 38  | Bradley Smith    | Energica    | 5       | +4.368    | 3        | 16     |
| 4       | 5   | Alex de Angelis  | Energica    | 5       | +5.071    | 8        | 13     |
| 5       | 11  | Matteo Ferrari   | Energica    | 5       | +5.155    | 7        | 11     |
| 6       | 15  | Sete Gibernau    | Energica    | 5       | +6.845    | 12       | 10     |
| 7       | 16  | Joshua Hook      | Energica    | 5       | +7.961    | 14       | 9      |
| 8       | 7   | Niccolò Canepa   | Energica    | 5       | +10.331   | 11       | 8      |
| 9       | 2   | Jesko Raffin     | Energica    | 5       | +8.907    | 4        | 7      |
| 10      | 32  | Lorenzo Savadori | Energica    | 5       | +11.637   | 13       | 6      |
| 11      | 78  | Kenny Foray      | Energica    | 5       | +16.446   | 15       | 5      |
| 12      | 14  | Randy de Puniet  | Energica    | 5       | +18.062   | 18       | 4      |
| 13      | 27  | Mattia Casadei   | Energica    | 5       | +19.584   | 16       | 3      |
| 14      | 18  | Nicolás Terol    | Energica    | 5       | +21.244   | 17       | 2      |
| 15      | 66  | Niki Tuuli       | Energica    | 5       | +22.490   | 5        | 1      |
| 16      | 6   | María Herrera    | Energica    | 5       | +25.746   | 10       |        |
| 17      | 51  | Eric Granado     | Energica    | 5       | +1:10.619 | 9        |        |
| Ret     | 4   | Héctor Garzó     | Energica    | 4       | Caída     | 6        |        |
| 1.      |     |                  |             |         |           |          |        |
| Fuente: |     |                  |             |         |           |          |        |